# St. Michael (Odenheim)

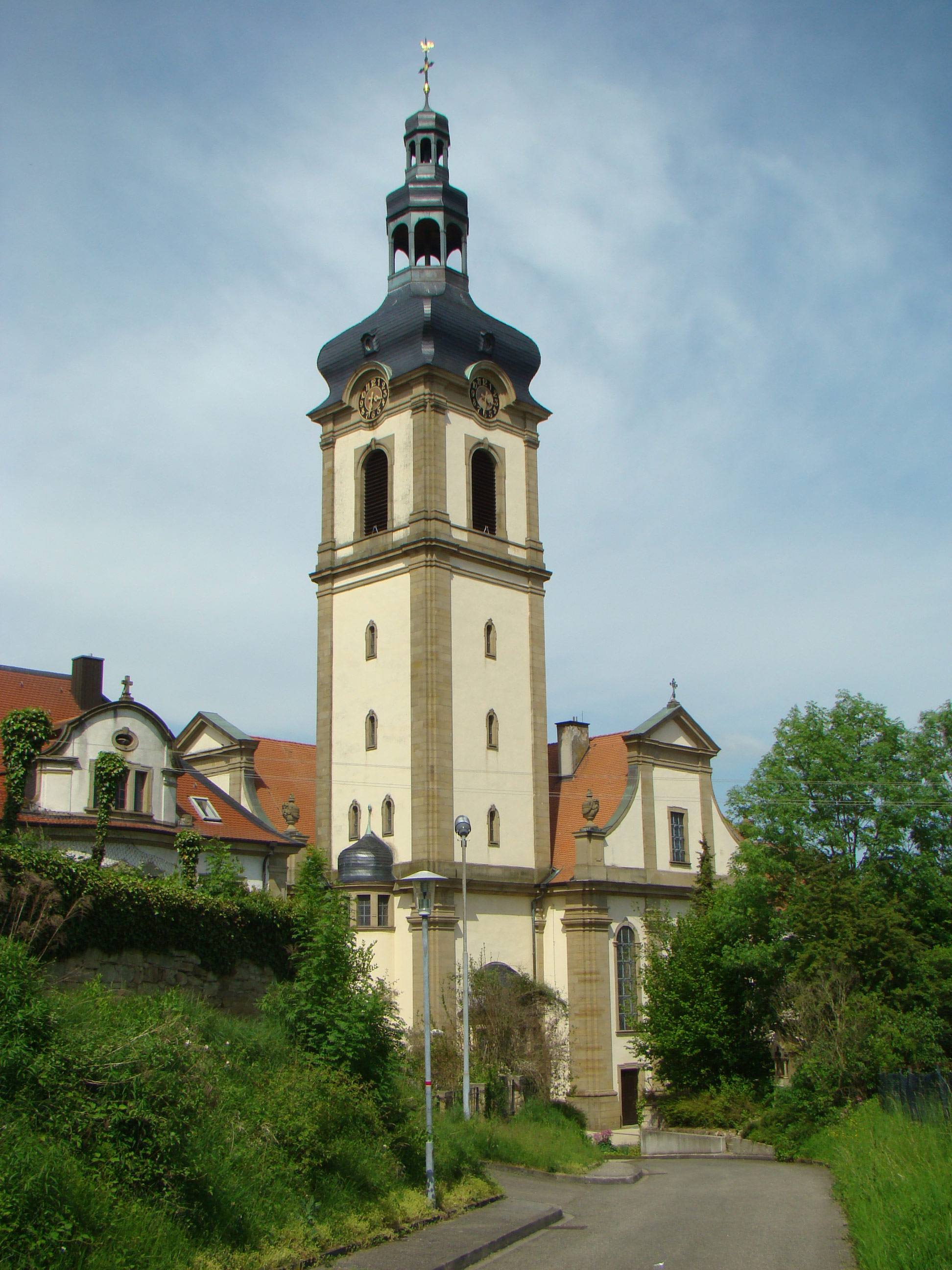
St. Michael in Odenheim

Die römisch-katholische Pfarrkirche St. Michael steht in Odenheim, einem Ortsteil von Östringen im Landkreis Karlsruhe in Baden-Württemberg. Das Bauwerk ist beim Landesamt für Denkmalpflege Baden-Württemberg als Baudenkmal eingetragen. Die Kirchengemeinde gehört zum Dekanat Bruchsal im Erzbistum Freiburg.

## Beschreibung

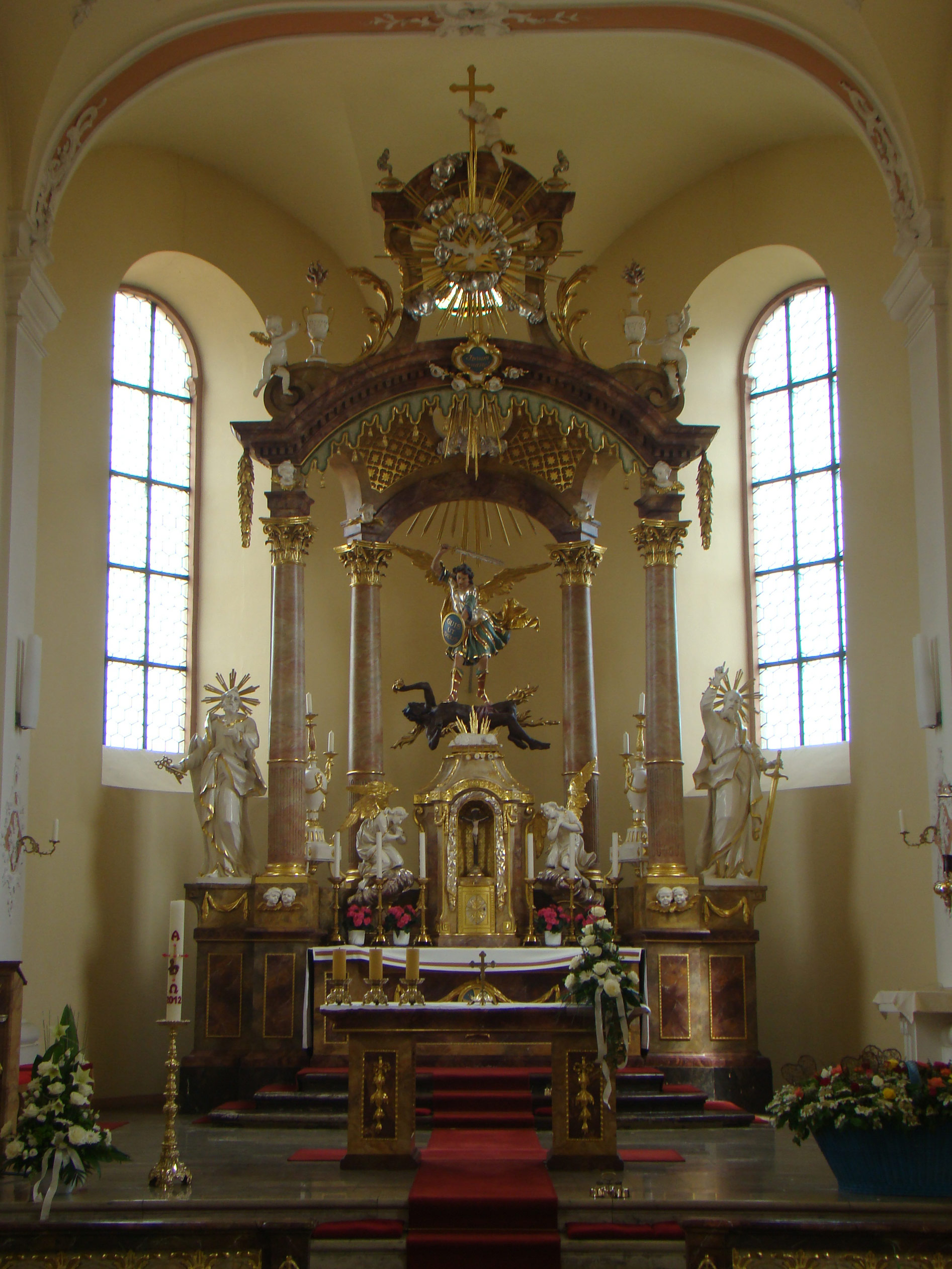
Chor

Die 1776/78 errichtete barocke Saalkirche mit einem Langhaus aus vier Fensterachsen und einem eingezogenen, dreiseitig geschlossenen Chor im Osten wurde 1908/10 nach einem Entwurf von Johannes Schroth um drei neobarocke, mit Pilastern gegliederte Anbauten erweitert. Der Kirchturm über der Taufkapelle in der Südwestecke wurde mit einem Geschoss aufgestockt, das den Glockenstuhl enthält, in dem fünf Kirchenglocken hängen. Über den Klangarkaden auf allen Seiten befinden sich die Zifferblätter der Turmuhr.
Der Innenraum des Langhauses der Saalkirche ist mit einem Tonnengewölbe überspannt. Zur Kirchenausstattung gehören ein Hochaltar und zwei Seitenaltäre, die Joachim Günther geschaffen hat.